# Requiem dla 500 tysięcy
Requiem dla 500 tysięcy – polski montażowy film dokumentalny z 1963 roku w reżyserii Jerzego Bossaka i Wacława Kaźmierczaka. Film złożony jest z autentycznych materiałów filmowych i fotograficznych z okresu II wojny światowej, zdobytych od niemieckiej armii i wojennych służb wywiadowczych. Zrealizowany został w dwudziestą rocznicę powstania w getcie warszawskim, z myślą o uczczeniu pamięci wymordowanych przez hitlerowców Żydów polskich oraz bohaterów polskiego ruchu oporu, którzy zginęli w trakcie niesienia pomocy mordowanym. 
Fotografie i kroniki filmowe, z których Bossak i Kaźmierczak złożyli Requiem dla 500 tysięcy, wzbogacono wyłącznie o autentyczne rozporządzenia i odezwy hitlerowców oraz fragmenty raportów Jürgena Stroopa, a także komentarze zza kadru do najważniejszych faktów historycznych z okresu II wojny światowej. Kształt filmu podporządkowany jest strukturze chronologicznej, mającej unaocznić represyjność i okrucieństwo Niemców wobec warszawskiej społeczności żydowskiej (od obowiązku noszenia opasek z syjońskimi gwiazdami, przez masowe przesiedlenia i utworzenie getta, aż po stłumienie powstania i wymordowanie pozostałej populacji żydowskiej).
Requiem dla 500 tysięcy zostało nagrodzone Złotym Smokiem Wawelskim na Krakowskim Festiwalu Filmowym.